# Оцінка доходів від інвестування страхових резервів

## Дохід відінвестуваннястрахових резервів
Дохід від інвестування страхових резервів— одне з основних джерел отримання прибутка страховою компанією. Тому оцінка величини цього доходу є необхідною умовою планування фінансової діяльності страховика. Специфічна особливість розрахунку доходу від інвестування у тому, що величина страхового резерву, що служить базою для нарахування відсотків, змінюється в часі унаслідок нерівномірності надходження страхової премії і здійснення страхових виплат.
Оцінка й контроль результативності функціонування страхової компанії повинні здійснюватись на основі відповідних показників, які, характеризуючи фінансові сторони діяльності страховика, можуть бути надійним інструментом управління. Дослідження наукових доробків в області оцінки фінансової діяльності страхових компаній показало, що поки передчасно говорити про будь-яку цілісну систему показників оцінки результатів діяльністі страховика. Така система поки не розроблена, що і обумовлює подальший пошук ефективних рішень.

## Оцінка процентного доходу для простої моделі
Оцінимо процентний дохід для простої моделі, вважаючи, що індивідуальний страховий фонд V(t)за кожним договором страхування лінійно зменшується від значення технічної премії, що поступила, на початку договору до нуля, при його закінченні відповідно до формули (11.22). Якщо термін дії договору рівний T, а процентний дохід за інтервал часу dt рівний iV(t)dt, де i – річна процентна ставка, під яку інвестуються страхові резерви, то інвестиційний дохід за термін дії договору:
- I = i∫V(t)dt = iTV

(11.23)
де V — середній рівень резерву незаробленої премії протягом термі-ну дії договору.
Значення формули очевидне: страховик одержує в тимчасове користування на термін T кошти, середній розмір яких рівний V, і інвестує їх на цей термін під процентну ставку i, одержуючи дохід I. Якщо страхова премія сплачується одноразово, то відповідно до формули (11.23) (при n = 1) одержимо:
- I = iTPt / 2.

(11.24)
Якщо ж страхова премія вноситься в розстрочку n рівними платежами величиною Pt / n через проміжки часу T / n, то процентний до-хід
- I = iTPt / 2n.

Значення формули (11.25) очевидне: чим більше число платежів страхової премії, тим менше процентний дохід. При n платежах стра-ховик недоотримує в порівнянні з одноразовою сплатою премії про-центний дохід в розмірі
- ΔI = iTRt(1 — 1 / n) / 2.

(11.26)

## Сплата страхової премії в розстрочку
Страховик, що погоджується на сплату страхової премії в розстрочку, має право поставити питання про компенсацію недоотриманої частини процентного доходу. Логічно частину премії, не сплачену при укладенні договору, розглядати як кредит страховика страхувальнику, виплачуваний в розстрочку з відсотками. При цьому відсотки нараховуються з поточної величини заборгованості, тобто з суми несплачених внесків. Так, наприклад, якщо страхова премія сплачується двома рівними платежами, причому другий внесок – через період T / 2, то протягом цього часу величина заборгованості складає Pt / 2, відсотки рівні і TPt / 2, процентний дохід від інвестування страхових резервів відповідно до (11.26) складає таку ж величину; в результаті в сумі вийде такий же процентний дохід (11.26), як при одноразовій сплаті страхової премії. Аналогічно при сплаті страхової премії п рівними платежами через інтервали часу T / n заборгованість за k-й інтервал часу складає  Dk = Pt(1 – k / n), відсотки – iDk, сума відсотків за термін дії договору.
Додаючи до процентний дохід від інвестування страхових резервів, набудемо значення  – величину інвестиційного доходу від страхових резервів при одноразовій сплаті страхової премії.
У класичному варіанті погашення заборгованості відсотки виплачуються разом з частиною боргу, що погашається, тобто разом з черговими внесками, причому в розмірі, пропорційному величині поточної заборгованості. Для розрахунків зручніше, щоб процентні платежі складали постійну добавку до кожного внеску. Величина цієї добавки рівна часному від розподілу  на кількість внесків

## Дивиться також
- Страхування фінансових ризиків
- Страхування життя в Україні
- Інвестиції
- Змішане страхування життя

## Список використаної літератури
- ОЦІНКА РЕЗУЛЬТАТІВ ДІЯЛЬНОСТІ СТРАХОВОЇ КОМПАНІЇ [Електронний ресурс] - Режим доступу:http://archive.nbuv.gov.ua/e-journals/pspe/2009_2/Lisoval_209.htm%5Bнедоступне+посилання+з+липня+2019%5D
- Інвестиційні ризики страхової компанії [Електронний ресурс] - Режим доступу: https://web.archive.org/web/20131214051026/http://mobile.pidruchniki.ws/1640022142470/strahova_sprava/investitsiyni_riziki